# ...De primăvară
... De Primăvară este un album al interpretului român Tudor Gheorghe.

## Detalii ale albumului
- Gen: Folk
- Stil: Folk Rock
- Produs de: Jurnalul Național, Vol. 81, Muzică de colecție
- Data lansării: 2009

## Lista pieselor
- 01 - Doină Oltenească
- 02 - Carul cu flori
- 03 - Mugur, mugurel
- 04 - Marie, Marie / Ce dor, ce chin, ce jale
- 05 - Primăvara mea
- 06 - Antiprimăvara
- 07 - Lumină lină
- 08 - Valțul rozelor
- 09 - Rapsodii de primăvară
- 10 - Dona Clara
- 11 - Primăvara
- 12 - Salcâmii
- 13 - Note de primăvară
- 14 - Dorul călător